# Ambrault
 Ambrault  es una población y comuna francesa, en la región de Centro, departamento de Indre, en el distrito de Issoudun y cantón de Issoudun-Sud.

## Demografía
| 819 | 692 | 614 | 642 | 669 | 715 |
| Para los censos de 1962 a 1999 la población legal corresponde a la población sin duplicidades (Fuente: INSEE [Consultar]) |     |     |     |     |     |